# Wu-Yang-Korrespondenz
Die Wu-Yang-Korrespondenz beschreibt die Beziehung von Konzepten aus der Eichtheorie und der Differentialgeometrie zueinander, beschrieben im Jahr 1975 von Tai Tsun Wu (chinesisch 吳大峻, Pinyin Wú Dàjùn) und Chen Ning Yang (chinesisch 杨振宁, Pinyin Yáng Zhènníng). Dadurch wird eine wichtige Verbindung zwischen Mathematik und theoretischer Physik hergestellt. Bekannte Beispiele sind die Beschreibung des Elektromagnetismus durch Hauptfaserbündel und die Verbindung der Quantisierung der magnetischen Ladung durch die komplexe Hopf-Faserung.

## Geschichte
Erste Verbindungen zwischen Eichtheorie und Differentialgeometrie zeigten sich bereits in den 1960ern. Andrzej Trautman hielt im Jahr 1967 eine Serie an Vorträgen zur genaueren Untersuchung am King’s College London. Tai Tsun Wu und Chen Ning Yang veröffentlichten im Jahr 1975 ein Paper über die mathematische Beschreibung des Elektromagnetismus und des Aharanov-Bohm-Effektes an der Stony Brook University. Isadore Singer brachte ein Jahr später eine Kopie zu Michael Francis Atiyah und anderen Mathematikern an die University of Oxford, welche daraufhin eine enge Zusammenarbeit mit den Physikern auf diesem Gebiet begannen.
Andrzej Trautman zeigte im Jahr 1975 die Korrespondenz zwischen der Quantisierung der magnetischen Ladung von magnetischen Monopolen, die von Paul Dirac bereits im Jahr 1931 beschrieben wurde, und der komplexen Hopf-Faserung, die von Heinz Hopf ebenfalls bereits im Jahr 1931 konstruiert wurde. Jim Simons sagte dazu in einer Diskussion mit Chen Ning Yang, dass Dirac sowohl triviale als auch nichttriviale Bündel bereits vor den Mathematikern entdeckt hat („Dirac had discovered trivial and nontrivial bundles before mathematicians“).
Tai Tsun Wu und Chen Ning Yang betrachteten neben reinen Quellen (wie etwa elektrischen Ladungen) ebenfalls Ströme (wie etwa elektrische Ströme), für die kein analoges Konzept auf der mathematischen Seite bekannt war und welches den Mathematikern trotz großen Interesses unbekannt war. Weitere Arbeit daran führte schließlich durch den Beweis des Donaldson-Theorems zur Entwicklung der Donaldson-Theorie.

## Beschreibung
- Ein magnetischer Monopol in drei Dimensionen (Dirac-Monopol), dessen Komplement {\displaystyle \mathbb {R} ^{3}\setminus \{0\}} homotopieäquivalent zu {\displaystyle S^{2}} ist, wird durch ein {\displaystyle \operatorname {U} (1)}-Hauptfaserbündel über {\displaystyle S^{2}} beschrieben:[10][11]
{\displaystyle \operatorname {Prin} _{\operatorname {U} (1)}(S^{2})\cong \left[S^{2},\operatorname {BU} (1)\right]\cong \pi _{2}\left(\operatorname {BU} (1)\right)\cong \pi _{1}\left(\operatorname {U} (1)\right)\cong \pi _{1}S^{1}\cong \mathbb {Z} .}

Für ein {\displaystyle m\in \mathbb {Z} } ergibt sich das korrespondierende {\displaystyle \operatorname {U} (1)}-Hauptfaserbündel über {\displaystyle S^{2}} dabei über den Rückzug des universellen {\displaystyle \operatorname {U} (1)}-Hauptfaserbündels {\displaystyle \operatorname {EU} (1)\twoheadrightarrow \operatorname {BU} (1)} entlang der Komposition der kanonischen Inklusion {\displaystyle S^{2}\cong \mathbb {C} P^{1}\hookrightarrow \mathbb {C} P^{\infty }\cong \operatorname {BU} (1)} mit der von {\displaystyle \operatorname {U} (1)\rightarrow \operatorname {U} (1),z\mapsto z^{m}} induzierten Abbildung {\displaystyle \operatorname {BU} (1)\rightarrow \operatorname {BU} (1)}. Die Umkehrung dieser Konstruktion ist die erste Chern-Klasse.
- Ein magnetischer Monopol in fünf Dimensionen (Wu-Yang-Monopol), dessen Komplement {\displaystyle \mathbb {R} ^{5}\setminus \{0\}} homotopieäquivalent zu {\displaystyle S^{4}} ist, wird durch ein {\displaystyle \operatorname {Sp} (1)}-Hauptfaserbündel über {\displaystyle S^{4}} beschrieben:[10][11]
{\displaystyle \operatorname {Prin} _{\operatorname {Sp} (1)}(S^{4})\cong \left[S^{4},\operatorname {BSp} (1)\right]\cong \pi _{4}\left(\operatorname {BSp} (1)\right)\cong \pi _{3}\left(\operatorname {Sp} (1)\right)\cong \pi _{3}S^{3}\cong \mathbb {Z} .}

Für ein {\displaystyle m\in \mathbb {Z} } ergibt sich das korrespondierende {\displaystyle \operatorname {Sp} (1)}-Hauptfaserbündel über {\displaystyle S^{4}} dabei über den Rückzug des universellen {\displaystyle \operatorname {Sp} (1)}-Hauptfaserbündels {\displaystyle \operatorname {ESp} (1)\twoheadrightarrow \operatorname {BSp} (1)} entlang der Komposition der kanonischen Inklusion {\displaystyle S^{4}\cong \mathbb {H} P^{1}\hookrightarrow \mathbb {H} P^{\infty }\cong \operatorname {BSp} (1)} mit der von {\displaystyle \operatorname {Sp} (1)\rightarrow \operatorname {Sp} (1),q\mapsto q^{m}} induzierten Abbildung {\displaystyle \operatorname {BSp} (1)\rightarrow \operatorname {BSp} (1)}. Die Umkehrung dieser Konstruktion ist die zweite Chern-Klasse.